# Система «свій — чужий»

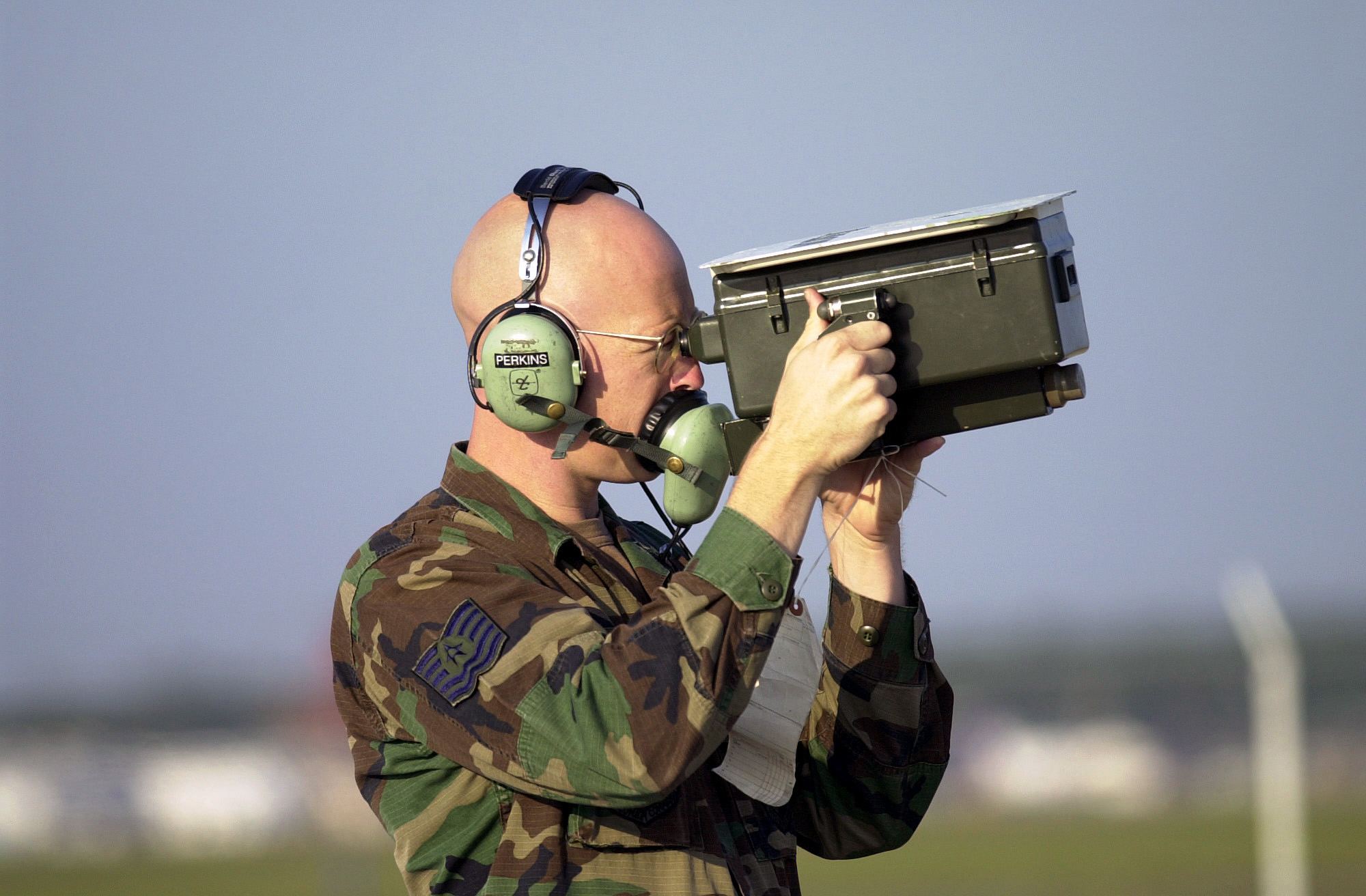
Технік-сержант інженер з авіоніки Повітряних сил США за допомогою приладу-запитувача ідентифікації «свій — чужий» перевіряє транспондери (пристрій реагування) на літаках

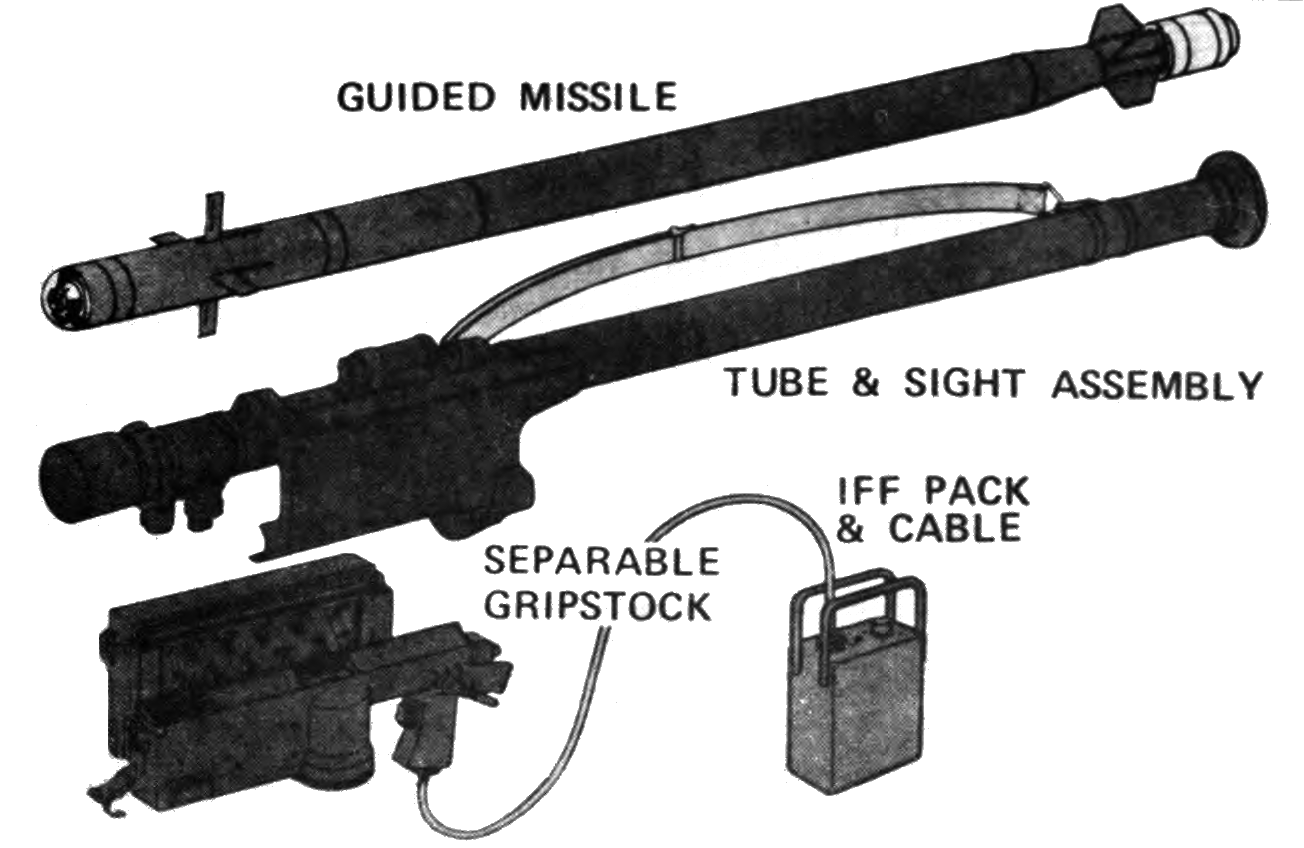
FIM-92 Stinger у комплекті з портативним запитувачем «свій — чужий»

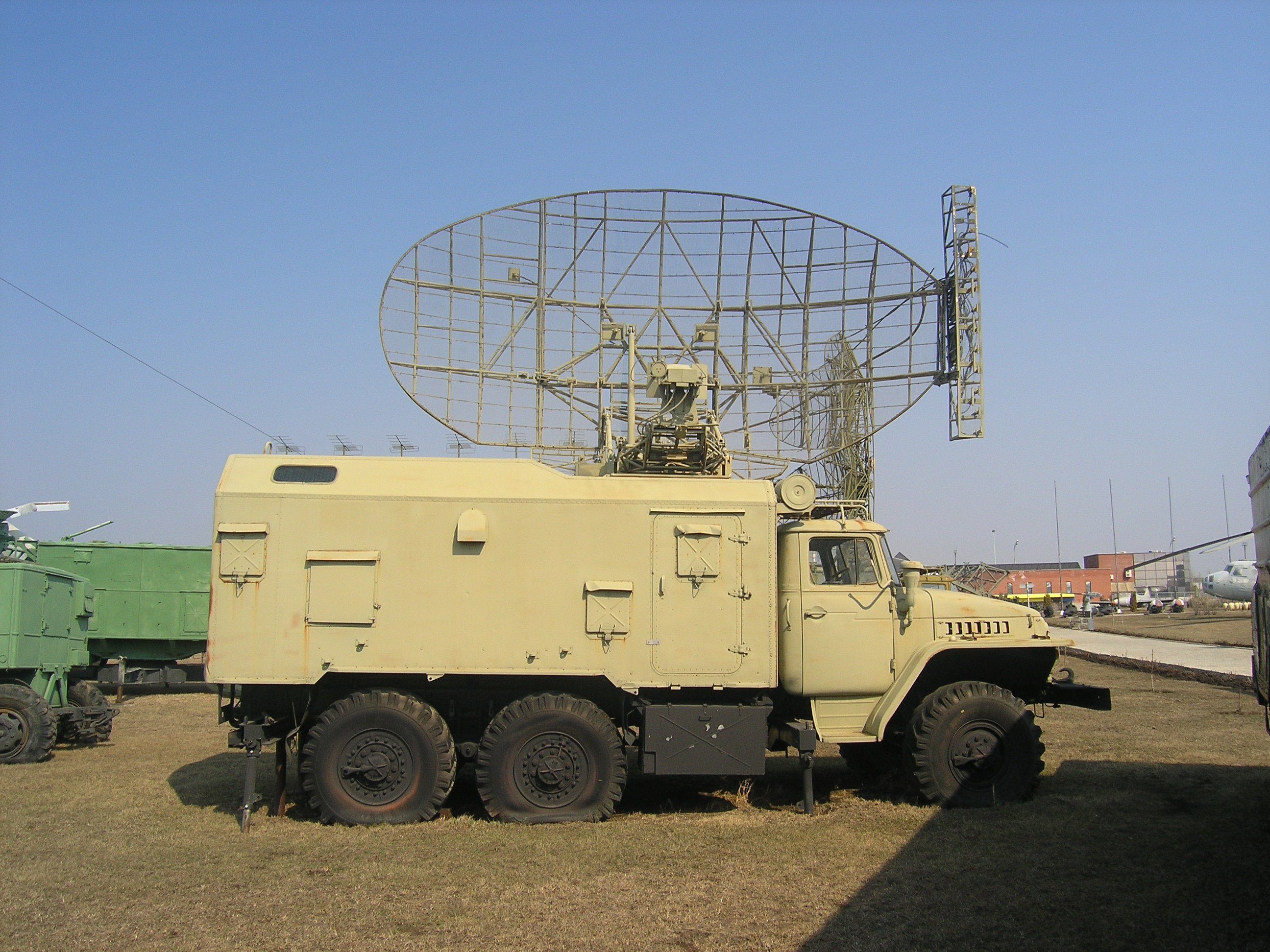
Радянський НРЗ «Пароль-4» (1Л22) на шасі Урал-375А, для визначення державної належності цілі, виявленої станцією радіолокації

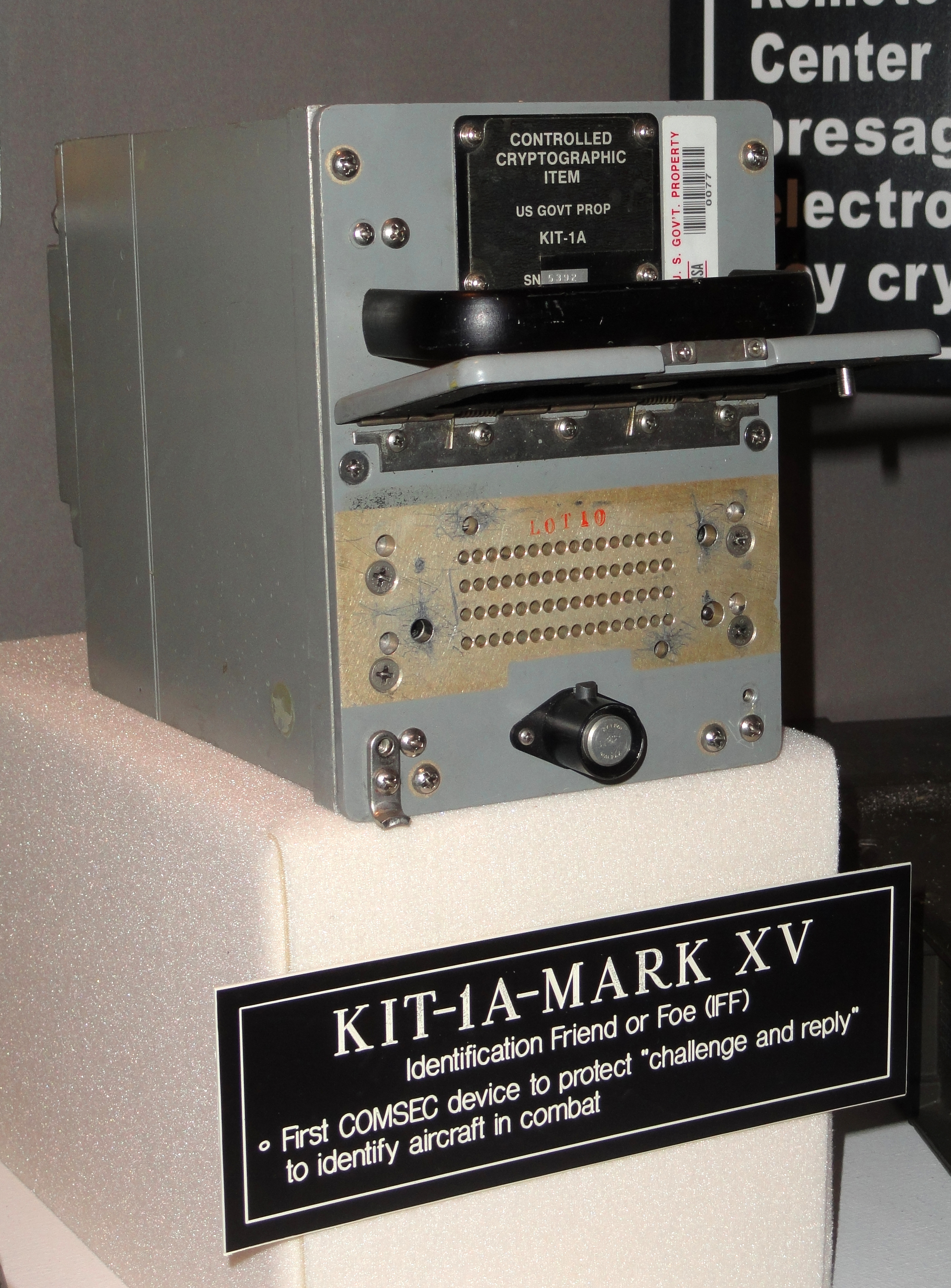
Американский комплекс KIT-1A-Mark XV.

Система радіолокаційного розпізнавання або система «свій — чужий» (англ. identification friend or foe, IFF) — апаратно-програмний технічний комплекс для автоматичного розрізнення на полі бою своїх військ і озброєнь від ворожих.

## Сутність розпізнавання
Сутність розпізнавання — у встановленні приналежності цілі до певного класу за результатами обробки відбитих або випромінюваних від неї радіолокаційних сигналів. Таким чином, системи «свій — чужий» поділяються на активні (сигнал випромінюється ціллю) і пасивні (сигнал, що відбивається від цілі).
Так, наприклад, у систему «Кремній-2», яка використовується російськими військовими, входить станція СРЗО-2, яка є літаковим запитувачем-відповідачем, і станція СРО-2, яка є тільки відповідачем.
Більша частина того, що сьогодні розуміється під IFF, є відносно простою: де-факто кожен літак, цивільний чи військовий, обладнаний IFF-транспондером. По суті, це «чорний ящик з антеною». Коли він увімкнений, він повідомляє всім, кому потрібно знати, що це за літак. Тож це той самий стиль технології, що використовується такими онлайн-ресурсами, як Flightradar24.com. Відповідно, маса радарів (цивільних чи військових) включає в себе IFF-системи: антену та інше обладнання, а також програмне забезпечення, що дозволяє їм опитувати сигнали від IFF-транспондерів, які несуть літальні апарати.
Система IFF розвивалася з плином часу в систему, яка використовується в різних режимах, зокрема для запобігання зіткнень між цивільними та іноземними повітряними суднами.
Надійність розпізнавання активних систем залежить від багатьох чинників:
- когерентності сигналів в широкій смузі частот;
- фільтрації завад від опадів і рослинності;
- алгоритмів розпізнавання.

## В Україні
З 1991 року Україна була оператором радянської системи «Пароль». Проте після початку російсько-української війни 2014 року, зокрема після виводу військових літаків ЗСУ з аеропорту Бельбек, актуальною стала задача комплексної модернізації системи.
У 2019 році в Збройних Силах України планували до 2020 року оновити «Пароль» — систему розпізнавання літаків «свій — чужий». Фахівці радіотехнічних військ зазначали, що наявна апаратна складова наземних радіолокаційних запитувачів системи «Пароль», що застосовується у Повітряних силах, морально і технічно застаріла, хоча й виконує покладені на неї завдання. Перед виробниками стояло завдання модернізувати наявні запитувачі та розробити нові, які виконували б ті ж функції, але були більш досконалі технічно — отримати сучасну цифрову елементну базу, яка у кілька разів пришвидшить обмін інформації. Розробники також мали передбачити технічну можливість обмінюватись даними з бортовими відповідачами, встановленими на літаках країн — членів НАТО.